# Gubbängen (Stockholms tunnelbana)
Gubbängen ist eine oberirdische Station der Stockholmer U-Bahn im gleichnamigen Stadtteil Gubbängen. Die eher mäßig frequentierte Station wird von der Gröna linjen des Stockholmer U-Bahn-Systems bedient. An einem normalen Werktag steigen hier etwa 4.400 Pendler zu.
Der zwischen den Stationen Hökarängen und Tallkrogen liegende Haltepunkt wurde am 1. Oktober 1950 in Betrieb genommen, als der erste Abschnitt der Tunnelbana zwischen Slussen–Hökarängen eingeweiht wurde. Bis zum Stockholmer Hauptbahnhof sind es etwa 7,5 km.

## Reisezeit
| Linie | bis Station   | Reisezeit | bis Station                    | Reisezeit            |
| T18   | Alvik         | 32 min    | Gamla stan Slussen T-Centralen | 14 min 15 min 19 min |
| T18   | Farsta strand | 7 min     | Gamla stan Slussen T-Centralen | 14 min 15 min 19 min |